# Rhynchosia clivorum
Rhynchosia clivorum är en ärtväxtart som beskrevs av Spencer Le Marchant Moore. Rhynchosia clivorum ingår i släktet Rhynchosia och familjen ärtväxter. Inga underarter finns listade i Catalogue of Life.